# フリーキー・フライデー
『フリーキー・フライデー』（Freaky Friday）はウォルト・ディズニー・プロダクション製作のアメリカ映画。1976年12月17日にカリフォルニア州ロサンゼルスで先行ロードショー。1977年1月21日に全国公開された。

## 概説
ジョディ・フォスター主演で元々はテレビ映画として製作されたものであり、2003年に「フォーチュン・クッキー」としてリメイクされた。親子の入れ替わりモノの元祖であり、ジョディは普通の中学生の女の子と中身がオバサンという大役を元気いっぱい演じている。
その後派生作品を多く生み出した。

## キャスト
※括弧内は日本語吹替
- アナベル・アンドリュース：ジョディ・フォスター（玉川紗己子）
- エレン・アンドリュース：バーバラ・ハリス（弥永和子）
- ビル・アンドリュース：ジョン・アスティン（池田勝）
- シュマウス夫人：パッツィ・ケリー
- ハロルド・ジェニングス：ディック・ヴァン・パタン
- ヴァージニア：ヴィッキー・シュレック
- ディルク校長：ソレル・ブーク（石森達幸）
- ジョファート：アラン・オッペンハイマー（峰恵研）
- ベッツィー：ケイ・バラード（片岡富枝）
- ベン・アンドリュース：スパーキー・マーカス
- ボリス・ハリス：マーク・マクルーア

## スタッフ
- 製作総指揮：ドン・B・テータム
- 製作：E・カードン・ウォーカー
- 原作・脚本：メアリー・ロジャース
- 音楽： ジョニー・マンデル
- 撮影： チャールズ・Ｆ・ホイーラー
- エグゼクティブプロデューサー：ロナルド・W・ミラー
- 監督：ゲイリー・ネルソン
- 主題歌：バーバラ・ハリス、ジョディ・フォスター「I'd Like to be You for a Day」

※主題歌はのちにテレビ朝日制作の「笑顔がごちそう ウチゴハン」のテーマソングになった。

## 派生作品
- ハモンド家の秘密
- パパとムスメの7日間
- パパが私で私がパパで
- おれがあいつであいつがおれで